# George Caleb Bingham
George Caleb Bingham (ur. 20 marca 1811 we Franklin (Missouri), zm. 7 lipca 1879 w Kansas City) – amerykański malarz należący do artystów pejzażowych nurtu luminizmu.

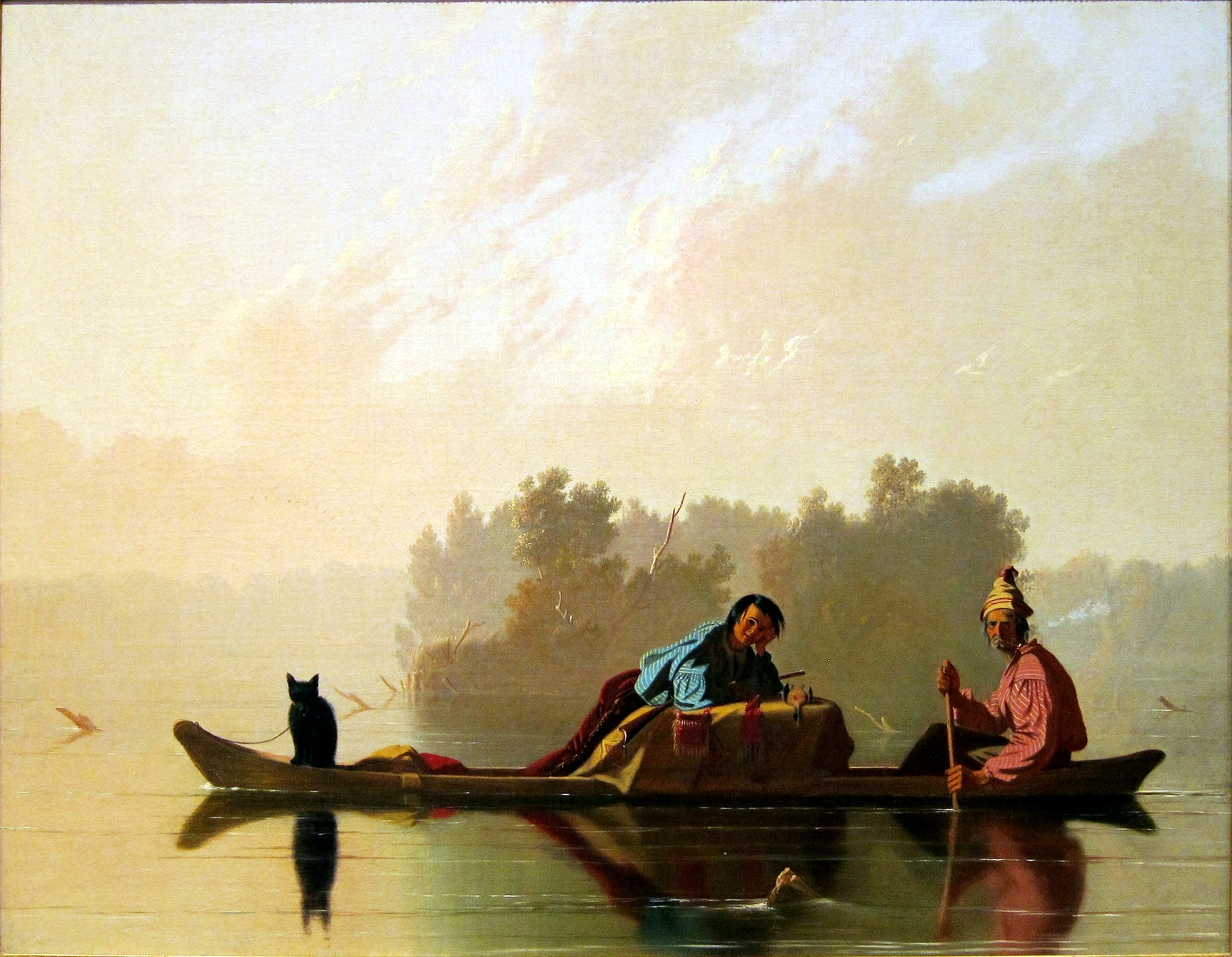
Handlarze futer na Missouri, ok. 1845, olej na płótnie, 74 x 92 cm, Metropolitan Museum of Art w Nowym Jorku

## Życiorys
Urodził się jako jedno z siedmiorga dzieci Henry Vest Bingham i Mary Amend. Był samoukiem. W 1838 roku wyjechał do Filadelfii, a następnie do Nowego Jorku, gdzie poznawał malarstwo Wiliama Mounta. Początkowo malował sceny z życia zwykłych ludzi. Wówczas powstał cykl obrazów z przewoźnikami z rzeki Missouri. Swoje prace wystawiał w National Academy of Design. Dzieła zostały zauważone przez krytykę. W 1845 roku American Art Union zakupiła cztery dzieła artysty m.in. Handlarze futer na Missouri Pod koniec lat 40. Bingham malował obrazy o tematyce politycznej. Przedstawiał Amerykanów podczas wyborów, ich zachowania i reakcje. W 1856 roku Wyjechał do Europy, do Düsseldorfu, gdzie studiował malarstwo. Po powrocie do Stanów zajął się polityką w miasteczku Missouri.
Dzięki politycznym zainteresowaniom nawiązał kontakty z politykami z Waszyngtonu. Wykonał wiele portretów kongresmenów. Należał do partii Wigów. W czasie wojny secesyjnej walczył po stronie Unii, będąc adiutantem generała.